# Trifenyl-fosfát
Trifenylfosfát (zkráceně TPhP) je organická sloučenina se vzorcem OP(OC6H5)3, triester kyseliny fosforečné a fenolu. Používá se jako plastifikátor a zpomalovač hoření.

## Příprava
Trifenylfosfát se připravuje SN2 reakcí oxychloridu fosforečného s fenolem.

## Použití
Trifenylfosfát má využití jako zpomalovač hoření a plastifikátor.
Jako zpomalovač hoření se přidává do řady výrobků, jako jsou elektronické přístroje, polyvinylchlorid, hydraulické kapaliny, lepidla, laky na nehty a lité pryskyřice. Účinkuje takto: Nejprve se tepelným rozkladem vytvoří kyselina fosforečná. Ta reaguje za tvorby kyseliny difosforečné, jež po kondenzaci zabraňuje přenosu tepla. Trifenylfosfát je účinný pouze v plynném skupenství.
Jako plastifikátor se trifenylfosfát používá v lacích a hydraulických kapalinách. Nacházet se může mimo jiné v lacích na nehty.

## Toxicita
O významnějších toxických účincích TPhP existuje jen málo dat. Přestože se původně předpokládalo, že jsou jeho zdravotní účinky minimální, tak bylo později zjištěno, že nebezpečný může být. Trifenylfosfát má nízkou akutní toxicitu při styku s kůží nebo vstupu ústy. Stále více studií ovšem ukazuje na reprodukční a vývojovou toxicitu, neurotoxicitu, narušování metabolismu, vliv na žlázy s vnitřní sekrecí a genotoxicitu.
TPhP má také významné estrogenní účinky.
Koncentrace vyšší než nejnižší, při kterých jsou pozorovatelné účinky, byly nalezeny v korálech a rybách. TPhP tak může být v prostředí přítomen v koncentracích dostatečně vysokých na to, aby měl na něj škodlivé vlivy. TPhP je považován za „vysoce toxický“, pro vodní organismy s možnými dlouhodobými účinky.
Ve srovnání s mnoha ostatními organickými znečišťujícími látkami má TPHP nízkou afinitu k lipidům, přesto u této sloučeniny dochází k bioakumulaci. Mechanismy vysvětlující akumulaci TPhP ovšem nejsou známy.

## Přeměny v životním prostředí
Trifenylfosfát byl nalezen v přírodě. Triarylfosfáty se do vody mohou dostat odpařováním a úniky z plastů, případně z hydraulických kapalin nebo, v menší míře, z výroby; konkrétně TPhP nalezený v životním prostředí pochází z průmyslu, výroby a použití v budovách, například v barvách a elektronických zařízeních. Podobně jako jiné zpomalovače hoření založené na fosforu se TPhP může dostat do půdy, usazenin, prachu v budovách i do vzduchu.
Ve vodě se TPhP rozkládá poměrně rychle, a to za aerobních i anaerobních podmínek. I když se rozkládá rychle a nedochází u něj k bioakumulaci, tak jej lze snadno detekovat.